# Golf von Tomini
Der Golf von Tomini (indonesisch Teluk Tomini) ist eine Meeresbucht im Westen der Molukkensee, die zwischen der Minahassa-Halbinsel im Norden und der Halbinsel Semenanjung Timur (Ostarm der indonesischen Insel Sulawesi) im Süden eingebettet ist. Die engste Stelle des Golfs mit nur 95 Kilometern Breite befindet sich zwischen Tanjung Tambalilatu an der Südküste der Minahassa-Halbinsel und der dem Ostarm vorgelagerten Bualemo-Halbinsel. Weiter westlich weitet sich der Golf auf etwa 200 Kilometer.
Zum Golf von Tomini gehören das westliche liegende Tomini Basin mit einer Wassertiefe von etwas mehr als 1500 Metern und das östlich liegende Gorontalo Basin, das etwas mehr als 4000 Meter tief ist. Die Togianinseln und die Insel Una Una trennen das Tomini vom Gorontalo Basin. Im Golf von Tomini befinden sich unterschiedliche Typen von Korallenriffen, die zu denen mit der größten Artenvielfalt Indonesiens zählen.